# Joseph-Marie Lambel
Joseph-Marie Lambel est un homme politique français né le 26 février 1747 à Mur-de-Barrez (Aveyron) et décédé le 14 juillet 1823 au même lieu.

## Biographie
Avocat, il est député du tiers état aux états généraux de 1789 pour la sénéchaussée de Villefranche-de-Rouergue. Il proposa, le 19 juin 1790, l'interdiction de l'usage des titres de noblesse. Il devient administrateur du département en 1791, puis juge de paix.

## Sources
- Ressource relative à la vie publique :   - Base Sycomore
- « Joseph-Marie Lambel », dans Adolphe Robert et Gaston Cougny, Dictionnaire des parlementaires français, Edgar Bourloton, 1889-1891 [détail de l’édition]